# Stelestylis stylaris
Stelestylis stylaris là một loài thực vật có hoa trong họ Cyclanthaceae. Loài này được (Gleason) Harling miêu tả khoa học đầu tiên năm 1958.